# ماریانا مانتوانا
ماریانا مانتوانا (به ایتالیایی: Mariana Mantovana) یک کومونه در ایتالیا است که در استان منتووا واقع شده‌است.

## خصوصیات
ماریانا مانتوانا ۸٫۸ کیلومترمربع مساحت و ۶۴۸ نفر جمعیت دارد.